# Överintendentsämbetet

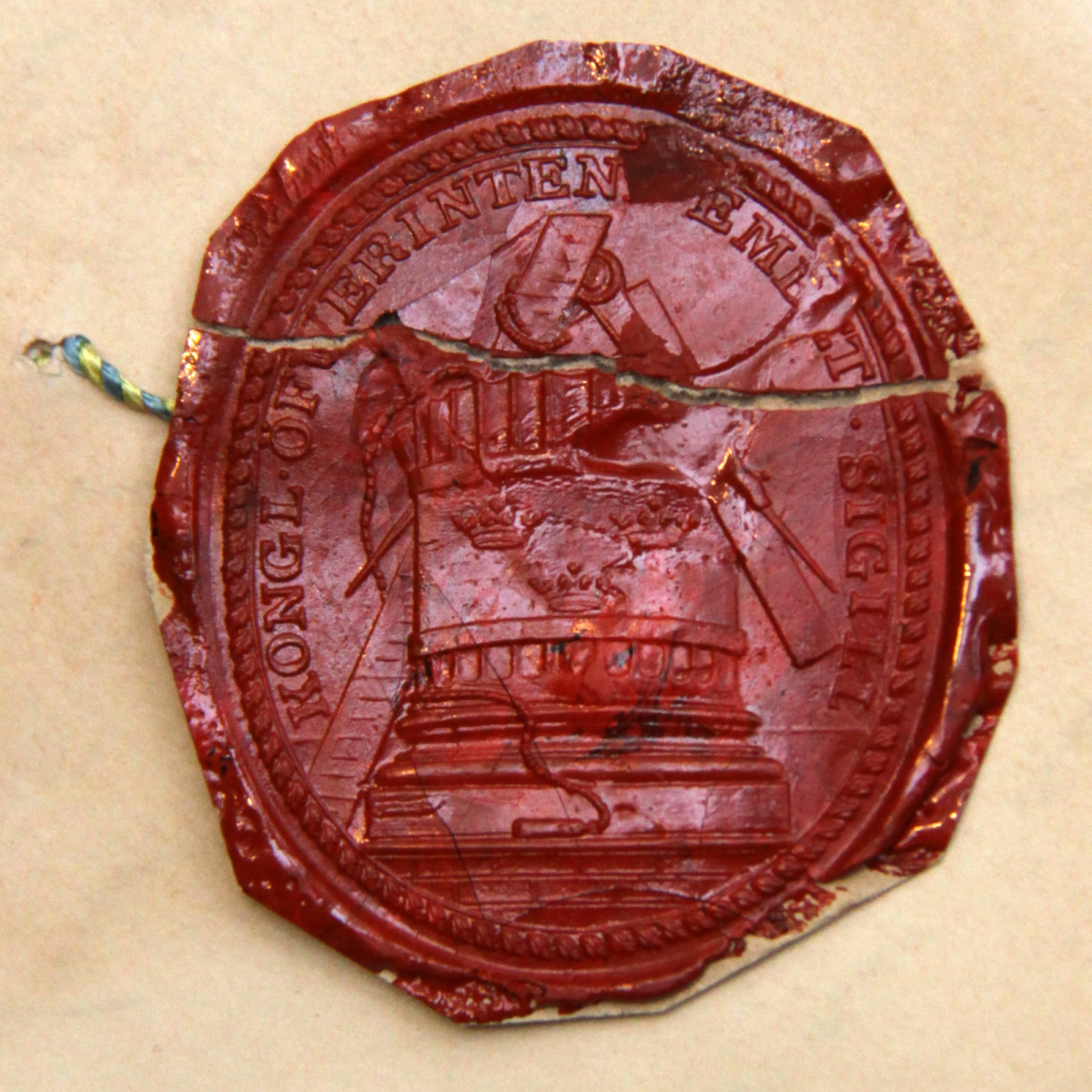
Överintendentsämbetets sigills avtryck i vax. Kännetecknen för ämbetet är kolonnbasen, vinkelhaken, linjalen, passaren och lodet.

Överintendentsämbetet var ett svenskt statligt ämbetsverk som var verksamt inom administrationen av statens byggnader. Det hade sina rötter i stormaktstidens förvaltningsreformer, blev ett självständigt verk 1810 samt omorganiserades slutligen 1917 till Kungliga Byggnadsstyrelsen. 
Statens byggnadsväsen anförtroddes 1697 åt en särskild överintendent med ansvar för återuppbyggnaden av Stockholms slott som brunnit det året. Den förste innehavaren av detta ämbete var Nicodemus Tessin d.y. År 1772 blev Överintendentsämbetet ett kontor inom slottsbyggnadsstaterna och från 1810 ett självständigt ämbetsverk. Det bestod av en överintendent som chef, intendenter samt 1:e och 2:e arkitekter. De sistnämnda hade fram till 1864 titeln "konduktör". 
De flesta av de arkitekter som ritade kyrkor under 1800-talet och en bit in på 1900-talet var knutna till överintendentsämbetet. Det var vanligt att arkitekter arbetade för ämbetet i början av sin karriär.

## Personal

### Överintendenter[3]
- 1697–1728: Nicodemus Tessin d.y.
- 1728–1741: Carl Gustaf Tessin
- 1741–1753: Carl Hårleman
- 1753–1767: Carl Johan Cronstedt
- 1767–1795: Carl Fredrik Adelcrantz
- 1795–1803: Carl Fredrik Fredenheim
- 1803–1805: Fredrik Magnus Piper
- 1805–1813: Abraham Niklas Edelcrantz
- 1813–1836: Fredrik Samuel Silverstolpe
- 1836–1844: Fredrik Blom
- 1844–1858: Michael Gustaf Anckarsvärd
- 1858–1864: Gustaf Söderberg
- 1864–1882: Fritz von Dardel
- 1882–1897: Helgo Zettervall
- 1897–1904: Albert Theodor Gellerstedt
- 1904–1917: Carl Möller

### Intendenter
- 1862–1864: Carl Gustaf Blom Carlsson
- 1864–1870: Fredrik Wilhelm Scholander
- 1897–1905: Herman Holmgren

### Förste arkitekter (konduktörer)
- 1848-1877: Johan Adolf Hawerman
- 1862-1877: Johan Fredrik Åbom
- 1864-1877: Ludvig Hawerman

### Andre arkitekter (konduktörer)
- Johan Gustaf Forsgren
- Thor Medelplan
- Carl Juel
- Benjamin Westman
- Per Wilhelm Palmroth
- Carl Robert Fahlcrantz
- Samuel Enander
- Per Zelander
- Gustaf Pfeffer
- Gustaf Adolf Lagerheim
- Olof Tempelman
- 1774–: Carl Fredrik Sundvall
- 1812–: Axel Nyström
- 1818–1862: Carl Gustaf Blom Carlsson
- 1855–1864: Fredrik Wilhelm Scholander
- 1855-1877: Albert Törnqvist
- 1860–1864: Abraham Pettersson
- 1862-1877: Edvard von Rothstein
- 1864–1877: Ludvig Hedin
- 1866–1870: Johan Erik Söderlund
- 1875-1877: Axel Fredrik Nyström
- Albert Theodor Gellerstedt

### Arkitekter
- 1878–1905: Fritz Eckert
- 1880–1905: Ludwig Peterson
- 1882–1905: Gustaf Petterson
- 1884–1905: Aron Johansson
- 1885–1905: Agi Lindegren
- 1887–1905: Gustaf Lindgren
- 1887–1905: Fredrik Lilljekvist
- 1888–1905: Folke Zettervall
- 1888–1905: Erik Josephson